# Дионисије од Фокеје
Дионисије од Фокеје био је фокејски војсковођа, учесник Јонског устанка.

## Биографија
О Дионисијевом животу нема много података. Године 494. п. н. е. изабран је за команданта устаничке флоте. Својим војницима се, према Херодоту, обратио следећим речима:
„Јонци, наша судбина стоји на оштрици бријача и питање је да ли ћемо остати слободни или ћемо постати робови, поготово одбегли робови. Ако сада не будете жалили труда, ви ћете додуше морати одмах да се подухватите тешког посла, па ћете тек онда бити у стању да победите своје непријатеље и да будете слободни. А ако будете млитави и недисциплиновани, не могу вам ставити у изглед наду да нећете морати крвљу да платите и да не испаштате због устанка. Него слушајте ме и имајте само поверења у мене! Обећавам вам да нас, ако само богови буду непристрасни, непријатељи неће ни напасти, или, ако нас и нападну, да ће претрпети тежак пораз.“
Битка се одиграла код Ладе. Устаничка војска доживела је велики пораз. Устанак је убрзо угушен, а послужио је као повод за почетак Грчко-персијских ратова. Дионисије се вратио у Фокеју где је наставио са пиратским нападима на персијске бродове.